# Wilhelm Hamacher
Wilhelm Hamacher (Troisdorf, 11 november 1883 - Bonn, 21 juli 1951) was een Duits katholiek politicus. Hamacher studeerde geschiedenis, aardrijkskunde en klassieke talen. Daarna sloot hij zich aan Zentrumspartei (Centrumpartij). In 1920 werd hij secretaris-generaal van de Centrumpartij.
Van 1926 tot 1933 was hij lid van de rijksraad (autonome raad) van het toen nog bij Pruisen behorende Rijnprovincie.
In 1946 werd Hamacher voorzitter van de heropgerichte Zentrumspartei en keerde hij zich tegen een politieke unie met de protestanten. (Hij was dus geen voorstander van de CDU.) Van 1946 tot 1947 was hij minister van Cultuur van Noordrijn-Westfalen in het kabinet van minister-president Rudolf Amelunxen. Van 1949 tot zijn dood was Hamacher lid van de Bondsdag.